# Skip Beat!
Skip Beat! (яп. スキップ・ビート!, сукіппу бі:то, укр. Не здавайся!) — манґа у жанрі сьодзьо, створена манґакою Йосікі Накамурою. Історія розповідає про Моґамі Кйоко, 16-річну дівчинку, яка випадково підслуховує розмову, що її кохання та друг дитинства Фува Шо використовує її лише як служницю і вона обіцяє помститися.
Манґа виходить у Японії з 2002 року, а 6 жовтня 2008 року випускається 25-серійне аніме з такою ж назвою, зняте за першими 11 томами манґи. У 2011 році в Тайвані вийшла однойменна дорама (1 сезон). Головні ролі виконали Айві Чень, Чхве Ши Вон і Лі Дон Хе — учасники відомого к-поп гурту Super Junior. Станом на липень 2024 вийшло вже 50 томів манґи.

## Сюжет
Моґамі Кйоко з дитинства полюбляла казку про Попелюшку, тому вона точно знає, що спочатку потрібно працювати й не скаржитися, не дуже доглядати за собою та сподіватися на усмішку долі, щоб потім прекрасний принц помітив і забрав її з собою в палац, а там уже найкращий одяг, розваги та справжнє, вічне кохання.
Принцом вона обирає свого колишнього однокласника Фува Шо, який переїхав у Токіо, щоб стати попзіркою. Звичайно ж, дівчина поїхала разом із ним. І в той час, як Шо пробивається в зірки, вона входить у роль Попелюшки: готує, пере та тяжко працює на двох роботах, щоб сплачувати за недешеву квартиру. Дівчина навіть не скаржиться на такий спосіб життя. Одного разу, коли Кйоко принесла на роботу обід своєму принцові, вона підслуховує розмову Фуви Шо та його менеджера (жінки з великої букви). З цієї розмови вона розуміє дві речі. По-перше, її коханий використовує дівчину лише як служницю — нудну, некрасиву, безвідмовну, яка потрібна йому лише для ведення господарства, а її ніжність і вірність йому ні до чого, хіба що для насмішок. По-друге — він звертає увагу тільки на зовнішній вигляд жінок.
Цим закінчується «казковий» період життя Моґамі Кйоко і починається сувора реальність. Кйоко вирішує, що відтепер нею керуватиме помста і вона покаже колишньому принцові, що може стати зіркою та ще й відомішою, ніж він сам. Дівчина почала свою помсту зі зміни зачіски та штурму агентства молодих талантів (звичайно ж, конкурента  агентства Фуви Шо). Саме з того моменту в її житті відбуваються зміни: дівчина відкриває в собі нові таланти, знайомиться з новими людьми, у неї нарешті з'являється найкраща подруга, друзі та справжнє кохання. Протягом усього часу її будуть супроводжувати маленькі демони помсти.

## Основні персонажі
Кйоко Моґамі — шістнадцятирічна дівчина, яка виросла в Кіото, не знаючи свого батька, та в дуже складних стосунках із матір'ю. Фактично, виховувалася в сім'ї Шотару. Пізніше, закінчивши середню школу в Кіото, поїхала разом зі своїм першим коханням Шотару (сценічне ім'я Фува Шо) в Токіо. Через рік вона дізнається, що її «принц» використовує дівчину лише як служницю, та обіцяє помститися, на що той іронічно відповів — спочатку доберися до мене. Щоб це зробити, їй потрібно стати зіркою, і Кйоко відправляється в агентство, яке конкурує із Шотару — LME. Вона досягає того, щоб її прийняли на кастинг, але провалюється на другому етапі, забувши про головне — потрібно подобатися глядачам. Але дівчину беруть як перспективну актрису у відділ «Люби мене» з жахливими рожевими костюмами й такими ж правилами. Там вона знайомиться з Цуруга Реном, одним із найзначніших ідолів Японії. Спершу вони не ладнають, проте пізніше стають друзями, і Кйоко навчається в Рена багатьом особливостям акторського мистецтва. Також вона здружується з Канає Котонамі, колишньою суперницею на кастингу до LME.
Кйоко починає з ролі в рекламі разом з Канає, потім знімається в кліпі Шотару й завдяки цьому отримує роль у популярному серіалі «Темний місяць». Після цього вона отримує багато пропозицій щодо ролей протагністів у серіалах. Це засмучує Кйоко (яка хотіла б грати прекрасних благородних дівчат «принцес»), проте вона все одно старається втілити кожну нову роль якнайкраще.
Кйоко виглядає, як звичайна дівчина, яка має неймовірну здатність змінитися з макіяжем та одягу й абсолютно розчинитися у своїй ролі. Вона життєрадісна, вірить у казки, повна любові до людства (окрім, звісно, Шотару), проте може мати дуже різкі перепади настрою. Також може випромінювати демонічну ауру у вигляді маленьких демонів, що змушують людей жахливо почуватися, коли вона відчуває особливо сильні та важкі емоції. Майстер зі створення дуже реалістичних ляльок, особливо Рена Цуруга.
Ще Кйоко дала собі слово ніколи не закохуватися після Шотару та зачинила своє серце в «скриньку» з багатьма «замками». Однак, поступово починає розуміти, що закохується в Рена, але не може собі в цьому зізнатися.
Сейю: Марина Іное
Рен Цуруга — талановитий актор, ідол дівчат Японії та взірець для наслідування. Син відомого японського актора, справжнє ім'я Куон Хізурі. Колись порвав зі своїм минулим, змінив ім'я, покинув батьків у Америці та поїхав у Японію робити кар'єру. Дав собі слово повернутися лише тоді, коли зможе перевершити батька в акторській справі. Спокійний, дисциплінований і ввічливий, усі свої негативні почуття ховає за осяйною усмішкою. Відомий тим, що ніколи не спізнюється та виконує всі номери без каскадерів. На початку недолюблює Кйоко через те, що вона використовує свій талант заради помсти. Коли ж Кйоко справді захоплюється акторством, хлопець починає краще ставитися до неї, стає її другом, а потім і закохується. З розповіді головної героїні про хлопчину, котрий був її другом і перед від'їздом подарував дівчинці її улюблений талісман (синій камінь), Рен розуміє, що він і є тим другом дитинства. Проте тримає це в таємниці від усіх, оскільки він відмовився від минулого. Старається оберігати Кйоко, дає їй поради в акторстві. Часто відчуває ревнощі, але зізнається в цьому лише інколи своєму другові та менеджерові Юкіхіто.
Знімався разом із Кйоко в «Темному місяці». Попри популярність і кілька романів, абсолютний дилетант у питаннях закоханості, тому мав значні проблеми з роллю закоханого героя. Зміг вирішити їх за допомогою Кйоко, коли почав підозрювати про свої почуття до неї. Ненавидить Фува Шо за його зв'язок з Кйото, хоча не сприймає його, як серйозного супротивника в шоу-бізнесі.
Сейю: Кацуюкі Конісі
Фува Шо — співак, ще один ідол дівчат та колишній «принц» Кйоко. Старається зачепити героїню кожен раз, коли випаде така можливість. Намагається перевершити Цуруга Рена в популярності, один раз кидав йому виклик, але програє. Досить талановитий музикант, судячи з рейтингів, але абсолютно розпущений, грубий, заздрісний і лінивий.
Спочатку не впізнає нову Кйоко, побачивши її в рекламі та має лише здогади. Щоб перевірити їх, запрошує дівчину на зйомку у власному кліпі. Побачивши її з макіяжем та новим ставленням до нього, Шотару довгий час зйомок не міг відірвати від неї очей. Почав ревнувати Кйоко до Рена, коли почув їхню розмову телефоном, та відчувати симпатію до колишньої «служниці». Несвідомо рятує її від іншого персонажа, Рейно, виправдовуючи це тим, що Кйоко — його «власність». Усвідомлюючи, що поки Кйоко ненавидить його, Шотару займає найбільше місце в її серці, старається підігрівати цю ненависть.
Має дві слабкості: коли Кйоко плаче, він нічого не може робити, лише дивиться на неї, і завжди програє дівчині в бадмінтон.
Сейю: Мамору Міяно
Канає Котонамі («Моко») — найкраща подруга Кйоко та її колишня суперниця. Має чудову зовнішність. На кастингу відзначилася прекрасною пам'яттю та здатністю розплакатися за 3 секунди. Однак, провалила третій етап, коли зайшла мова про любов до інших. Через це вона стає другим членом відділу «Люби мене».
Народилася в дуже великій сім'ї, тому постійно змушена відбиватися від численних братів, сестер і племінників, які постійно на ній виснули. Вважаючи це нормою, абсолютно не вміє поводитися з іншими дітьми. Холодна в поводженні з іншими, тому ніколи не мала близької подруги до появлення Кйоко. Також має дружні стосунки з Хіо, одинадцятирічним хлопчиком, з яким вона знімається в серіалі.
Сейю: Ріса Хаямідзу
Юкіхіто Юширу — менеджер і друг Рена Цуруга. Спершу показаний, як дуже холодна й спокійна людина, однак насправді він життєрадісний і веселий персонаж. Присвячує всього себе роботі та чудово розуміє думки Рена. Має здатність відбивати у фанатів бажання наближатися до його підопічного одним поглядом. Також будь-яка техніка, яка мала контакт з його шкірою понад 10 секунд, одразу ламається. Не вміє водити авто, тому Рен завжди за кермом.
Зрозумівши про почуття Рена раніше за нього самого, Юкіхіто старається створювати ситуації, де б Рен і Кйоко залишалися на самоті. Однак, оскільки Рен старанно все приховує, він залишається незадоволеним і підбурює Рена на активніші дії.
Лорі Такарада — директор LME. Дуже екстравагантна особистість, завжди полюбляє з'являтися з блиском у новому образі — фараона, пірата, воєначальника тощо, супроводжуючи це відповідними костюмами та декораціями для себе та своєї «свити». Любить втручатися в плани свят і вечірок, намагаючись зробити їх максимально розкішними й неординарними.
З першого погляду, наївний і несерйозний дивак. Дуже тонко розбирається в людях і відчуває їхні таланти. Спеціально для Кйоко організовує секцію «Люби мене», куди записує новачків, яким не вистачає почуття любові до себе, до інших, до своєї роботи тощо. Використовує оригінальні методи для розв'язання проблем своїх підопічних, які спершу здаються абсолютно невідповідними до ситуації. Дуже любить свою онуку Марію.
Рейно — соліст групи Vie Ghoul, яка має на меті перемогти Фува Шо, вкрасти всі його пісні й фанатів. Деякий час переслідує Кйоко і заявляє, що змусить дівчину ненавидіти себе навіть більше, ніж Шо, щоб посісти його місце в її серці. Тому переслідує її і через це вступає в бійку з Шотару, пізніше його ненавидить і Рен. Кйоко справді боїться Рейно, оскільки він має щось, схоже на надприродні сили — він може бачити «демонів» Кйоко, робити їх видимими для інших, відчувати ауру людей через їхні предмети та бачити спогади інших. Перед Днем святого Валентина з'являється з вимогою подарувати йому шоколад у це свято. Він бере в заручники одного з «демонів», тому героїня змушена виконати його вимогу.
Марія Такарада — онука Лорі Такарада. Її мати загинула в авіакатастрофі, коли летіла з місця роботи до доньки на День народження. Марія вважає смерть матері своєю провиною, тому відтоді ніколи не святкувала свій День народження. Також у неї важкі стосунки з батьком, оскільки вона переконана, що він її ненавидить. Прив'язується до Кйоко під час кастингу. Марія розплакалася, намагаючись викликати жалість у людей навколо, проте лише Кйоко зробила їй зауваження. Відтоді Марія називає її своєю «старшою сестрою». Має величезну схильність до магічних, відьомських обрядів, через що дуже захоплюється умінням героїні робити ляльки вуду. Закохана в Рена Цуруга, тому не підпускає до нього жінок, лякаючи їх великими павуками.

## Медіа

### Аніме

#### Список серій аніме
- 01. And the Box was Opened
- 02. Banquet of Shivering
- 03. An Emotion She Lacks
- 04. The Labyrinth of Reunion
- 05. Danger Zone
- 06. An Invitation to the Ball
- 07. Princess Revolution
- 08. Through Thick and Thin
- 09. An Angel's Power
- 10. Blue in Hand
- 11. Barefaced Storm
- 12. Opened Wound
- 13. Battle Girl
- 14. The Secret Stamp Album
- 15. Together with the Minefield
- 16. Hate X Hate
- 17. Date with Fate
- 18. Sin is Like an Angel
- 19. The Last Ritual
- 20. Month of Invitations
- 21. A Person Possessing Abilities
- 22. Day That Breaks the World
- 23. Pulled Trigger
- 24. That Contact Is Allowed
- 25. And So the Door Was Opened